# Untere Rötspitze
Untere Rötspitze (italienska: Spalla di Rosso) är ett berg på gränsen mellan Österrike och Italien. Toppen på Untere Rötspitze är 3 290 meter över havet.
Den högsta punkten i närheten är Rötspitze, 3 495 meter över havet, sydväst om Untere Rötspitze.
Trakten runt Untere Rötspitze består i huvudsak av kala bergstoppar och isformationer.